# Unione Sportiva Carrarese 1965-1966
Questa voce raccoglie le informazioni riguardanti l'Unione Sportiva Carrarese nelle competizioni ufficiali della stagione 1965-1966.

## Rosa
| N. |                   | Ruolo | Calciatore            |
| -- | ----------------- | ----- | --------------------- |
|    | Italia (bandiera) | C     | Enrico Baccellini     |
|    | Italia (bandiera) | D     | Giovanni Bacis        |
|    | Italia (bandiera) |       | Baratta               |
|    | Italia (bandiera) | C     | Michele Benedetto     |
|    | Italia (bandiera) | P     | Adelmo Bocchini       |
|    | Italia (bandiera) | P     | Franco Cacciatori     |
|    | Italia (bandiera) |       | Cagnetti              |
|    | Italia (bandiera) | D     | Franco Carminati      |
|    | Italia (bandiera) | A     | Mario Cartasegna      |
|    | Italia (bandiera) | C     | Armando Castello      |
|    | Italia (bandiera) | D     | Pierangelo Ceccarelli |
|    | Italia (bandiera) | D     | Luciano Cerutti       |

| N. |                   | Ruolo | Calciatore          |
| -- | ----------------- | ----- | ------------------- |
|    | Italia (bandiera) | C     | Franco Dal Maso     |
|    | Italia (bandiera) | P     | Valerio Ficagna     |
|    | Italia (bandiera) | C     | Mauro Freschi       |
|    | Italia (bandiera) | C     | Clemente Invernizzi |
|    | Italia (bandiera) | A     | Agide Lenzi         |
|    | Italia (bandiera) | C     | Alberto Lori        |
|    | Italia (bandiera) | D     | Guglielmo Magazzù   |
|    | Italia (bandiera) | C     | Roberto Manini      |
|    | Italia (bandiera) | A     | Enzo Mantovani      |
|    | Italia (bandiera) | C     | Franco Massucco     |
|    | Italia (bandiera) | A     | Giordano Mattavelli |
|    | Italia (bandiera) | A     | Silvio Sgrafetto    |